# Vi der blev tilbage
|  | Denne artikel er oprettet af botten PalnaBot ud fra en ekstern database. Den kan derfor have sproglige fejl eller mangler. Denne skabelon kan fjernes efter kontrol af indholdet. |

Vi der blev tilbage er en børnefilm fra 2007 instrueret af Martin de Thurah efter manuskript af Martin de Thurah, Sanne Munk Jensen, Jannik Tai Mosholt.

## Handling
En dyster fremtidsvision om 10-årige Adam, der sammen med en lille flok venner er ladt alene tilbage i en spøgelsestom by, hvor alle de voksne er gået under af håbløshed. Adam prøver at finde en mening med galskaben, inden børnene også fortaber sig.